# Tham khảo tiêu tức
Tham khảo tiêu tức (tiếng Trung: 参考消息; bính âm: Cānkǎo Xiāoxī) là một tờ báo của Trung Quốc. Được thành lập vào năm 1931, tờ báo được xếp hạng thứ 7 trên thế giới theo lượng phát hành và thứ nhất ở Trung Quốc.